# Kroatische Squashnationalmannschaft
Die kroatische Squashnationalmannschaft ist die Gesamtheit der Kader des kroatischen Squashverbandes Hrvatski squash savez. In ihm finden sich kroatische Sportler wieder, die ihr Land sowohl in Einzel- als auch in Teamwettbewerben national und international im Squashsport repräsentieren.

## Historie

### Herren
Kroatien bestritt international beim European Nations Challenge Cup seine ersten internationalen Turniere. 2008 gelang der Mannschaft der einzige Turniersieg, nachdem im Finale Serbien mit 2:1 bezwungen wurde. Zur Mannschaft gehörten beim Titelgewinn Domagoj Špoljar, Robert Petrović, Marko Milek und Ozren Lapčević. Bei den Europameisterschaften debütierte die Herrenmannschaft im Jahr 2007 und belegte den 25. von 27 Plätzen. Die zweite Teilnahme erfolgte erst 2010, danach war Kroatien jedes Jahr Teilnehmer bei den Europameisterschaften. 2010 und 2012 belegte die Mannschaft Rang 23, dazwischen schloss sie das Turnier auf Rang 24 ab. 2013 kam sie nicht über den 27. Platz hinaus, ehe 2014 und 2015 jeweils der 25. Platz erreicht wurde. Ihr bislang bestes Resultat erzielte die Mannschaft 2016 mit Rang 19. 2017 folgte ein 24. Platz, 2018 Rang 22 und 2019 Rang 20. Nach zweijähriger Turnierpause aufgrund der COVID-19-Pandemie belegte die Mannschaft 2022 den 24. Platz. 2023 folgte der 29. Platz, 2024 wiederum Rang 24.
An Weltmeisterschaften nahm die Mannschaft bislang nicht teil.

### Damen
Die Damenmannschaft war ebenfalls beim European Nations Challenge Cup regelmäßiger Teilnehmer, schaffte aber keine vergleichbaren Erfolge wie die Herrenmannschaft. Die erste Teilnahme an Europameisterschaften folgte bei den Damen im Gegensatz zu den Herren erst 2011, als die Damen den 21. Platz belegten. 2012 wiederholten sie diese Platzierung, ehe sie sich 2013 und 2014 auf den 20. Platz verbesserten. 2015 reichte es nur zu Platz 22. Während 2016 und 2018 keine Teilnahmen erfolgten, belegten die Damen 2017 und 2019  jeweils den 21. Platz. 2022 erreichten sie Rang 23, 2023 Rang 22 und 2024 Rang 24.
Auch die Damenmannschaft nahm bislang nicht an Weltmeisterschaften teil.